# قطرة الريحان
قطرة الريحان قرية سورية تتبع ناحية شطحة في منطقة السقيلبية في محافظة حماة. بلغ عدد سكانها 659 نسمة في عام 2004 حسب إحصاء المكتب المركزي للإحصاء.

## وصلات خارجية
- الوحدات الإدارية في محافظة حماة